# جامع نوش آباد
جامع نوش آباد (بالفارسية: جامع نوش‌آباد) مسجد جامع تاريخي، يعود إلى عهد الدولة السلجوقية حتى عهد القاجاريين ويقع في نوش آباد.